# Culture du Koweït
Cet article traite de la culture koweïtienne.

## Langues et peuples
- Langues au Koweït
- Langues du Koweït
- Bidoune

## Traditions

### Religion(s)
- Religion au Koweït
- Bouddhisme dans le monde, Christianisme par pays, Nombre de musulmans par pays, Nombre de Juifs par pays , Irréligion
- Islam au Koweït (85 % : 60% sunnites malékites, et 25 % de chiites d'origine iranienne principalement)
- Christianisme au Koweït (peu de koweïtiens, mais plus de 200 000 travailleurs non koweïtiens, dans les cultes strictement autorisés))
- Histoire des Juifs au Koweït (en)
- Hindouisme au Koweït  (230 000 hindouistes en 2010, 330 000 en 2020, estimations)Hindouisme dans les pays du Golfe (en)
- Liberté de religion au Koweït (en)
- History of the Jews in the Arabian Peninsula (en)
- Gargee'an (en)
- Religion au Moyen-Orient

### Symboles
- Catégorie:Symbole du Koweït
- Armoiries du Koweït, Emblème du Koweït, Drapeau du Koweït
- Al-Nasheed Al-Watani, hymne national d

## Société
Culture au Moyen-Orient 

### Fêtes
- Jours fériés au Koweït (en)

### Éducation
- Education in Kuwait (en)
- List of schools in Kuwait (en)
- List of universities in Kuwait (en)
- American University of the Middle East (en) (AUM)

## Arts de la table

### Cuisine(s)

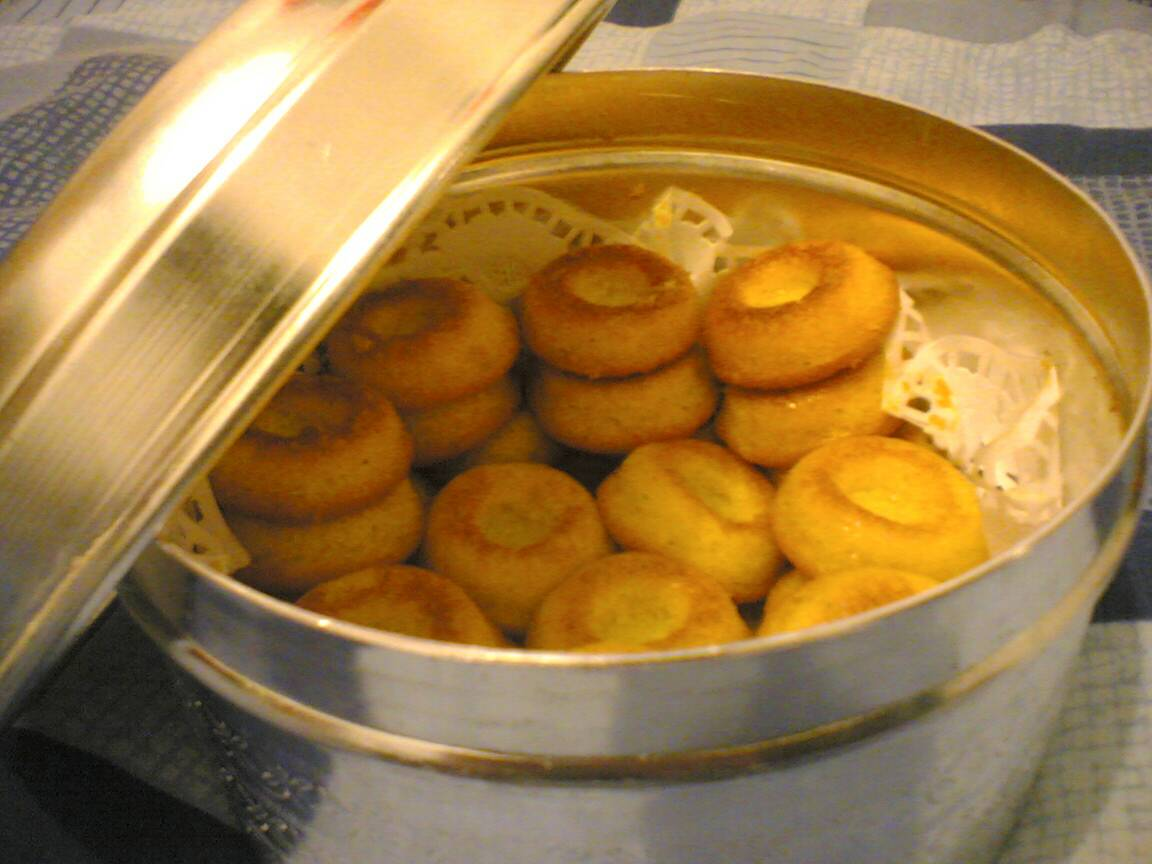
Qurs Ugaili

- Cuisine du Koweït
- Cuisine arabe
- Cuisine du Moyen-Orient

## Santé
- Santé, Santé publique, Protection sociale
- Catégorie:Santé au Koweït,

### Sports, arts martiaux
- Sport au Koweït (en)
- Catégorie:Sport au Koweït
- Catégorie:Sportif koweïtien
- Koweït aux Jeux olympiques
- Koweït aux Jeux paralympiques, Jeux paralympiques,
- Jeux du Commonwealth

## Artisanats
- Artisanat d'art

## Littérature(s)
- Littérature koweïtienne
- Écrivains koweïtiens

## Média
- Catégorie:Média au Koweït
- Journalistes koweïtiens

### Presse
- Presse écrite au Koweït
- Al-Arabi (magazine)
- Liste de journaux au Koweït (en)

### Radio
- Radio au Koweït

### Télévision
- Télévision au Koweït

### Internet (.kw)
- Internet au Koweït[1]
- Télécommunications au Koweït
- Blogueurs koweïtiens

## Arts visuels
- Arts au Koweït (en)[2]
- Artistes koweïtiens
- Artistes contemporains koweïtiens
- Marché de l'art[3].

### Dessin
- The 99, bande dessinée koweïtienne

### Peinture
- Catégorie:Peintre

### Sculpture
- Catégorie:Sculpteur

### Architecture
- Catégorie:Architecte
- Catégorie:Architecture
- Catégorie:Urbanisme
- Architecture of Kuwait (en)

### Photographie
- Catégorie:Photographe

## Arts du spectacle
- AUM Opera House (en)
- Sheikh Jaber Al Ahmad Cultural Centre (en)
- Sheikh Abdullah Al Salem Cultural Centre (en) (2017)

### Musique(s)
- Musique de Koweït (en)
- Musiciens koweïtiens

### Danse(s)
- Danse au Koweït
- Liste de danses

### Théâtre
- Soap opéras au Koweït (en)
- Théâtre au Koweït (en)

### Autres: marionnettes, mime, pantomime, prestidigitation
- Toute forme mineure des arts de scène…

### Cinéma
- Cinéma koweïtien
- Films koweïtiens

## Patrimoine

### Musées
- Liste de musées au Koweït (en)

### Liste du Patrimoine mondial
Plusieurs éléments sont inscrits au titre du patrimoine mondial par l'UNESCO.

### Patrimoine culturel immatériel
1 pratique est inscrite au titre du patrimoine culturel immatériel de l'humanité par l'UNESCO.

### Discographie
- Le sawt de Koweït, ensemble vocal et instrumental Al-Umayri, Institut du monde arabe, Paris ; Harmonia mundi distribution, 2005, CD (47 min 09 s) + brochure

### Filmographie
- La voix des femmes du Golfe, film documentaire de Claude-Pierre Chavanon, Octogone productions, Sea Dan Media, Télévision Lyon métropole, 2008, 52 min (DVD)